# 리히텐슈타인
리히텐슈타인 후국(독일어: Fürstentum Liechtenstein [ˈfʏʁstn̩tuːm ˈlɪçtn̩ˌʃtaɪ̯n] 퓌르스텐툼 리히텐슈타인[*])은 중앙유럽에 있는 작은 후국이다. 스위스, 오스트리아와 국경을 접하고 있다. 1866년 군대를 폐지한 이후로, 국방은 스위스에 의지하고 있다. 또한 1919년 협약에 의해, 따로 정하지 않은 경우에, 제3국에서 스위스 대사가 리히텐슈타인을 대표하여 외교행위를 할 수 있다. 주요 언어는 독일어이고, 국민 대다수가 믿는 종교는 로마 가톨릭교회이다.

## 역사
- 1699년 리히텐슈타인 후작인 한스아담 1세, 셸렌베르크를 구입.
- 1712년 파두츠 백작령을 구입.
- 1719년 1월 23일에 신성 로마 제국의 황제 카를 6세의 명에 의하여 통일되어 리히텐슈타인 후국을 형성하였고 신성 로마 제국 직속이 된다.
- 1806년 라인 동맹에 가맹.
- 1815년 독일 연방에 가맹.
- 1852년 오스트리아와 관세 동맹을 맺다.
- 1866년 독립.
- 1867년 영세 중립국이 됨.
- 1990년 9월 18일 유엔에 가입.

## 지리
면적은 남북으로 25km, 동서로 6km 정도 뻗어 있으며 세계에서 6번째로 작은 나라다.(또한 유럽에서는 4번째로 작은 나라다.) 인구는 약 30,000명 정도이다. 독일의 슈베비슈 알프스의 연장선상에 있으며 국토의 대부분이 산이다. 서쪽은 스위스, 동쪽은 오스트리아와 국경을 접한다. 국경의 길이는 77.9km다. 우즈베키스탄과 함께 세계에서 둘 밖에 없는 이중 내륙국 가운데 하나이다.

## 기후
평야지대는 기후가 다소 온화하여 1월 평균기온은 섭씨 영하 2도~0도, 7월 평균기온은 15도~18도이며, 푄 현상의 피해를 자주 입는다. 연강수량은 평야부에서 800mm, 산릉부에서는 2,600mm에 이른다.

## 정치
- 원수 : 한스아담 2세
- 헌법 : 1921년 10월 제정
- 의회 : 단원제, 정원 25명, 임기 4년
- 주요 정당 : 진보시민당(FBP = Fortschrittliche Bürgerpartei), 조국동맹(VU = Vaterländische Union)
- 여성참정권은 1984년 국민 투표로 인정되었다.

## 행정 구역
리히텐슈타인의 행정 구역은 11개 지방 자치체로 구성되어 있다.
- 파두츠 (Vaduz)
- 샨 (Schaan)
- 발처스 (Balzers)
- 트리젠 (Triesen)
- 에셴 (Eschen)
- 마우렌 (Mauren)
- 트리젠베르크 (Triesenberg)
- 루겔 (Ruggell)
- 감프린 (Gamprin)
- 셸렌베르크 (Schellenberg)
- 플랑켄 (Planken)

## 경제
리히텐슈타인의 산업구조는 2006년 기준 1차산업 2%, 2차산업 45%, 3차산업 53%이며 협소한 국토, 빈약한 부존자원 및 소규모 인구에도 불구하고 부유한 국가를 건설하였다. 이는 스위스와의 관세동맹, EFTA 가입 및 EEA협약 서명 등 적극적인 대외개방정책에 힘입은 바 크다. 이같은 대외개방정책과 함께 국내정치 안정, 유리한 세제 및 편리한 교통 등의 조건이 약 1,600여 개의 기업 활동에 유리한 여건을 조성해주고 있다. 국내 노동력이 부족하여 29,000여 명의 노동자 중 1만 3천여 명이 스위스, 오스트리아 및 독일에서 매일 출퇴근하고 있다.(2001년)
농업 부문은 밀을 약간 수입하는 것 이외는 국내에서 자급자족하고 있다. 포도와 포도주, 그 밖에 과실 등이 많이 산출되며, 목초지가 잘 정비되어 축산이 활발하다. 공업에 대한 의존도도 크며, 지금까지의 방직·피혁 이외에 제2차 세계대전 이후의 근대화정책으로 금속가공업, 직물, 화학, 현미경·고주파기·광학기기 등의 정밀기계, 난방기기, 화학제품, 소시지가공, 전지, 제지업, 건축자재 접착기술(Hilti AG), 보일러(Hoval AG), 치과의료기(Ivoclar AG), 금속표면보호(Balzers) 등의 업종이 발달하였다. 또 아름답기로 소문난 우표의 매상이 많아 국고수입의 1/3을 차지할 정도이며, 세계 각국의 관광객들이 항상 파두츠의 우체국에 몰린다. 1999년 3월 말에 스위스의 스위스콤이 민영화함에 따라 1921년 스위스와 리히텐슈타인이 맺은 우편·전화협정은 효력이 없어졌으며, 리히텐슈타인은 1999년 4월 우편공사를 설립하였다.
세금 부담이 매우 가볍기 때문에 외국자본이 지주회사를 설립하고 있으며, 수도인 파두츠에는 2,000개 이상의 회사들이 등록을 해놓고 있다. 최근 전반적으로 경제가 호조를 보이고 있으며 실업률이 1999년 2.0%에서 2002년 1.3%로 감소하였다. 1996년 수출은 24억 7,000만 달러, 수입은 9억 1,730만 달러이다. 주요 수출품은 전자계측기, 정밀기계, 치과용기기, 우표, 하드웨어, 도자기 등이며, 수출상대국은 EU 62.6% (독일 24.3%, 오스트리아 9.5%, 프랑스 8.9%, 이탈리아 6.6%, 영국 4.6%), 미국 18.9%, 스위스15.7% (2004)이다. 수입품은 기계, 금속 등이고 주요 무역 상대국은 EU(61%)와 EFTA(유럽자유무역연합)국가들이며 특히 스위스(16%)와의 거래가 많다.

## 문화
음악분야에서는 프란츠 리스트의 친구이자 저명한 작곡가 험퍼딩크(Humperdinck)의 스승이기도 한 작곡가 조세프 가브리엘 라인베르거(Joseph Gabriel Rheinberger:1839~1901)가 유명하다. 리히텐슈타인에는 유명한 음악가뿐 아니라 많은 음악협회나 합창단들이 있는데 그 수가 400개 이상에 이른다. 또한 리히텐슈타인 음악학교는 국립재단으로 열성적으로 음악사업을 육성하며 '국제적 마스터 코스'로 잘 알려져 있다.
미술분야에서는 플라스틱 아트로 유명한 게오르크 말린(Dr. Georg Malin)이나 브루노 카우프만(Bruno Kaufmann)등이 유명하다. 젊은 예술가들의 활동도 활발하여 정부에서는 'Art on Buildings' 법률로 그들을 뒷받침하고 있으며, 은행이나 기업들도 그들을 후원하고 있다. 부활절 전에 푼켄존탁(Funkensonntag;Spark Sunday)이라는 축제가 열리는데 일종의 마녀 화형식에서 유래하였으며 공공축제이면서 마을 간 대항전이기도 하다. 리히텐슈타인인의 90%가 천주교회 신자이기 때문에 많은 전통이 성모 승천을 기념하는 8월 15일 등 천주교에 따른 기념일들과 깊은 관련이 있다.

## 종교
기독교인의 대부분은 천주교 신자로서 전체 종교인의 87%를 차지한다. 그외 개신교는 7.2%, 이슬람은 5.4%이다. 국가적으로는 종교의 자유를 보장하고 있다.

## 스포츠
리히텐슈타인은 유럽 축구 연맹(UEFA) 회원국 가운데 유일하게 프로 축구 리그가 없는 나라이다. 리히텐슈타인의 축구 클럽은 스위스의 축구 리그에 참여한다. 대표적으로 FC 파두츠가 있다.
2018년 동계 올림픽 알파인 스키에서 동메달을 획득한 적이 있다. 이 나라는 모든 메달을 동계 올림픽 알파인 스키 한 종목에서만 가져왔다.

## 외교
리히텐슈타인의 외교는 스위스가 대신한다.

### 한국과의 관계
리히텐슈타인은 대한민국과 1993년 공식적으로 외교관계를 수립했으며 주스위스대사관이 겸임하고 있다. 국제 사회상에서는 대한민국의 입장을 지지하고 있다. 1988년 서울 올림픽 때는 외교관계가 없었지만, IOC의 정회원국으로서 선수 및 임원단을 서울에 파견하기도 했다.

### 중국과의 관계
리히텐슈타인은 중국과의 외교 관계는 1950년 9월 14일부터 중화인민공화국만 우선적으로 수교한 것이 시초였다. 1992년 이전에 리히텐슈타인이 수교하고 있는 국가로는 당사국인 스위스를 제외하면 바티칸, 오스트리아과 함께 단 셋 뿐이다. 그러나 1981년 8월 이전을 기준으로 하면 리히텐슈타인이 인정받고 있는 유일한 수교국이다. 이 때문에 리히텐슈타인은 중화민국(대만)과의 외교 관계가 없기 때문이다.

### 오스트리아와의 관계
오스트리아는 1981년 9월, 중화인민공화국에 이어 2번째로 리히텐슈타인과의 외교 관계를 맺었다. 다만, 오스트리아는 리히텐슈타인에 대사관을 개설하지 않고, 빈에 주재하고 있는 오스트리아 본국 외무부가 직할로 리히텐슈타인을 관장한 반면, 리히텐슈타인은 반대로 빈에 별도의 대사관을 따로 둔다.

### 바티칸과의 관계
앞서 전한 바와 같이 리히텐슈타인은 스위스, 중국, 오스트리아 다음으로 리히텐슈타인이 따로 인정받고 있는 수교국으로는 3번째였지만 1985년 8월 28일부터 수교하였다.

### 에스토니아와의 관계
리히텐슈타인 역사상 스위스, 중국, 바티칸 등 4개의 국가를 제외한 다른 국가의 첫 수교 사례로, 1991년 9월 4일부터 정식으로 수교하였다.

### 라트비아와의 관계
1991년에 에스토니아의 뒤를 이어 동년 10월 24일자로 라트비아와 정식으로 수교했다.

## 같이 보기
- 리히텐슈타인의 개요